# WDM-фильтр

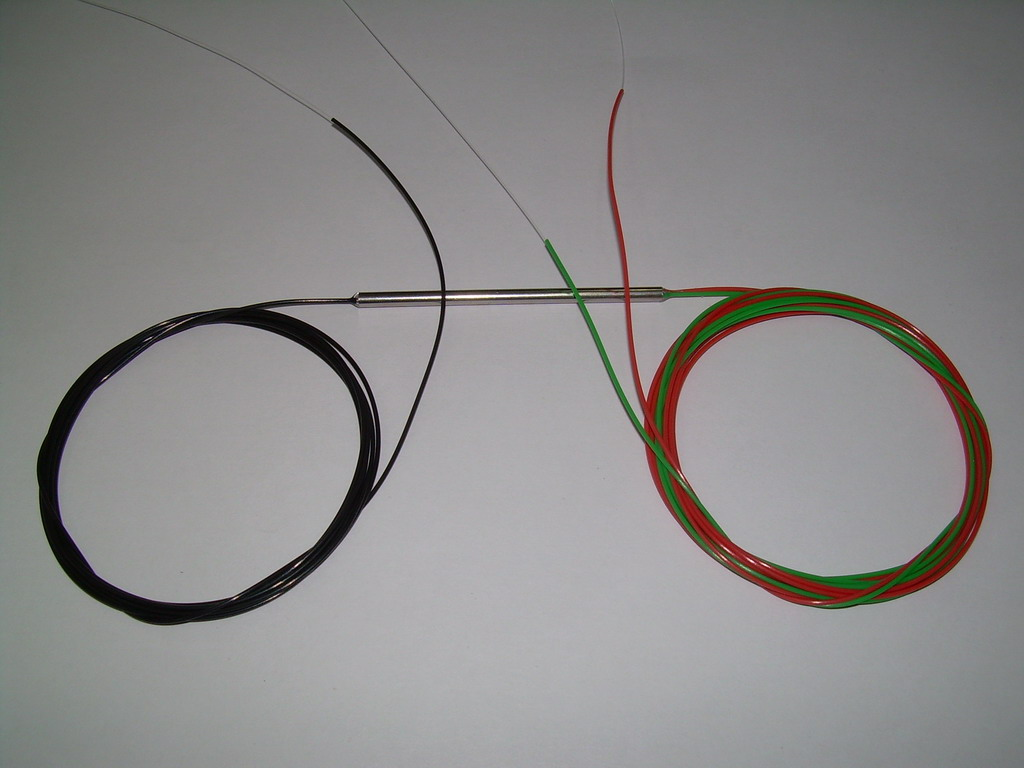
WDM-ответвитель в бескорпусном исполнении

WDM-фи́льтр (WDM-ответвитель, от англ. Wavelength Division Multiplexing — спектральное уплотнение каналов) — устройство, предназначенное для разделения нескольких лучей с разной длиной волны (каналов), распространяющихся по одному оптическому волокну.

## Технические особенности
Использование в технике оптоволоконной связи обуславливает типичный диапазон работы 980—1550 нм (инфракрасное излучение).

## Классификация
В зависимости от расстояния между каналами (разницы длины волны λ между ними) различают устройства CWDM (англ. Coarse Wavelength Division Multiplexing, {\displaystyle \Delta \lambda =20} нм) и DWDM (англ. Dense Wavelength Division Multiplexing, {\displaystyle \Delta \lambda \leq 1.6} нм). Обычно одно устройство предназначено для разделения 4, 8 или 16 каналов. Так называемые широкозонные WDM-фильтры применяются в системах кабельного телевидения, где расстояние между каналами превышает 70 нм. Узкозонные WDM-фильтры используются в многоканальных системах от области применения DWDM до 70 нм.